# 阿坎-韦斯特贝库尔
阿坎-韦斯特贝库尔（法語：Acquin-Westbécourt，法語發音：[akɛ̃ wɛstbekuʁ]）是法国上法蘭西大區加来海峡省的一个市镇，属于圣奥梅尔区。该市镇于1973年由原市镇阿坎（Acquin）和韦斯特贝库尔（Westbécourt）合并而成。

## 地理
阿坎-韦斯特贝库尔（50°43'39"N, 2°5'21"E）面积14.29 平方千米，位于法国上法蘭西大區加来海峡省，该省份为法国北部沿海省份，西北濒北海，南至索姆省，东临北部省。
与阿坎-韦斯特贝库尔接壤的市镇（或旧市镇、城区）包括：芒克-诺尔贝库尔、兰布尔、莫兰盖姆、凯尔姆、凯尔康、瑟南冈、埃姆河畔图尔讷姆、巴扬冈莱瑟南冈、布瓦丹冈、布沃兰冈。
阿坎-韦斯特贝库尔的时区为UTC+01:00、UTC+02:00（夏令时）。

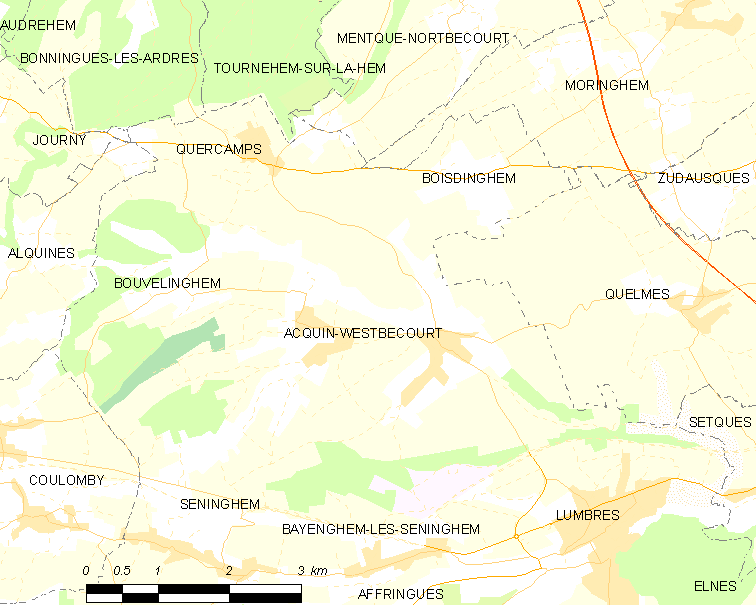
阿坎-韦斯特贝库尔的OSM定位图

## 行政
阿坎-韦斯特贝库尔的邮政编码为62380，INSEE市镇编码为62008。

## 政治
阿坎-韦斯特贝库尔所属的省级选区为兰布尔县。

## 人口

1962-2008年间阿坎-韦斯特贝库尔人口变化图示

阿坎-韦斯特贝库尔于2022年1月1日时的人口数量为799人。